# 밸세이저 게티
밸서자 게티(Balthazar Getty, 영어 발음: /ˈbælθəzɑːr/, 1975년 1월 22일 ~ )는 미국의 배우이다.

## 출연 작품
- #호러(영어판) (2015)
- 어 폴 프롬 그레이스 (2015)
- 더 저지 (2014)
- 빅서 (2013)
- 트리퍼(영어판) (2006)
- Slingshot (2005)
- 피스트 (2005)
- 래더 49 (2004)
- 듀스 와일드 (2002)
- 하드 캐쉬 (2002)
- 센터 오브 월드 (2001)
- 쉐도우 아워스 (2000)
- 포 독스 플레잉 포커 (2000)
- 기정 사실 (1998)
- 해비태트 (1997)
- 로스트 하이웨이 (1997)
- 화이트 스콜 (1996)
- 터프가이 (1995)
- 홀랜드 오퍼스 (1995)
- 져지 드레드 (1995)
- 사랑의 삼각관계 (1994)
- 올리버 스톤의 킬러 (1994)
- 레드 핫 (1993)
- 흔들리는 영웅 (1992)
- 마이 히어로스 해브 올에이스 빈 카우보이스 (1991)
- 디셈버 (1991)
- 영 건 2 (1990)
- 파리 대왕 (1990)

### 텔레비전
- 지미 키멜 라이브! (2003)
- 인투 더 웨스트 (2005)
- 브라더스 앤 시스터스 (2006)